# Büyükaltınbulak, Göle
Büyükaltınbulak là một xã thuộc huyện Göle, tỉnh Ardahan, Thổ Nhĩ Kỳ. Dân số thời điểm năm 2010 là 361 người.